# Crayon Shin-chan: Arashi o yobu enji
Crayon Shin-chan: Arashi o yobu enji (クレヨンしんちゃん 嵐を呼ぶ園児) est un jeu vidéo d'action sorti le 30 juillet 1993 sur Super Nintendo, puis porté sur Mega Drive en 1994. Le jeu a été développé Ma-Ba et édité par Bandai.
Le jeu s'inspire du manga Crayon Shin-chan.